# Церковщина
Церковщина — історична місцевість на території Голосіївського району міста Києва. Церковщина (Хутір Вільний) розташовується між Пироговим, Голосіївим, Феофанією і південними кордонами району. Назва свідчить про переважання в цій місцевості церковних будівель.

## Історія місцевості

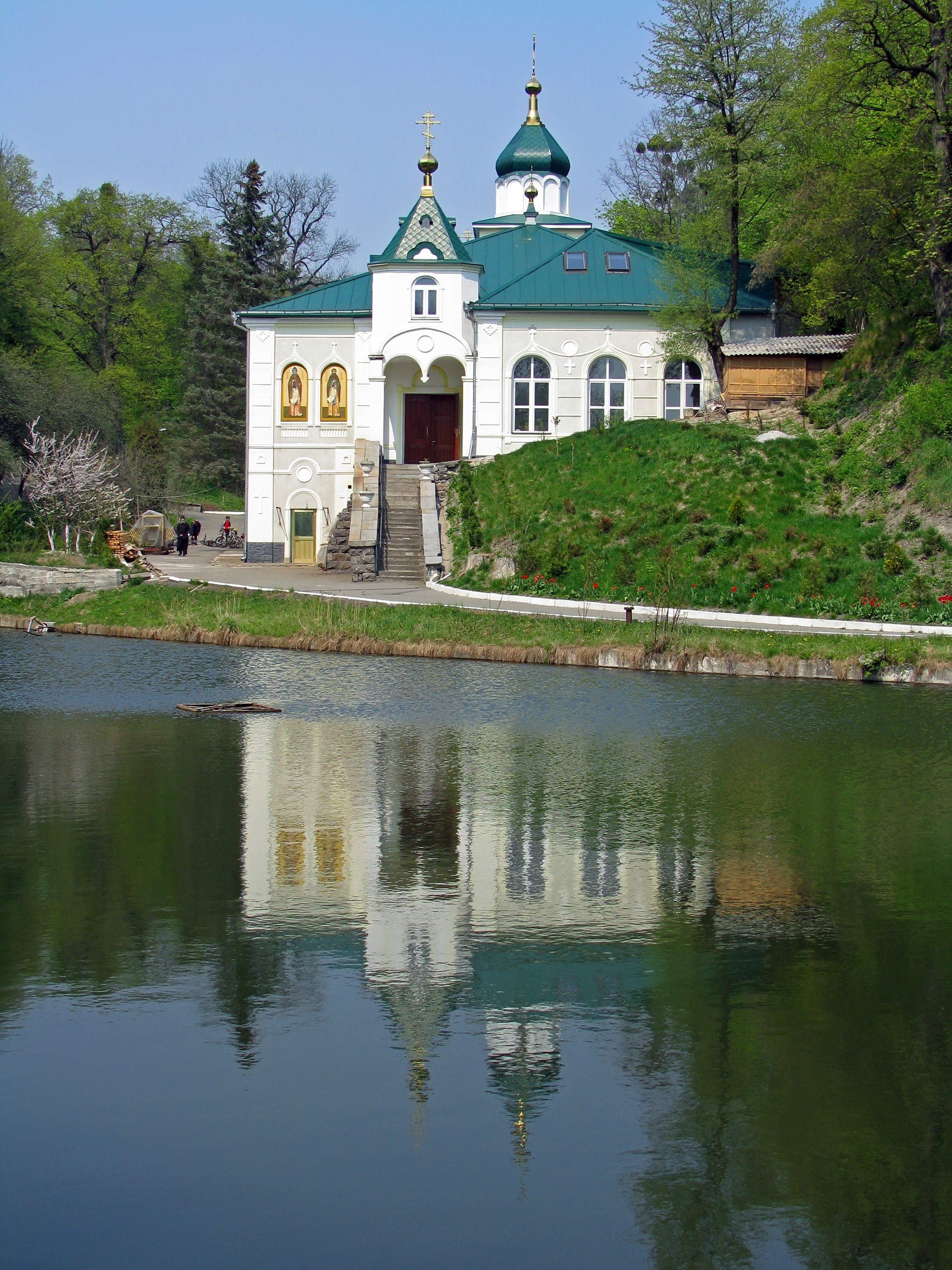
Гнилецький монастир

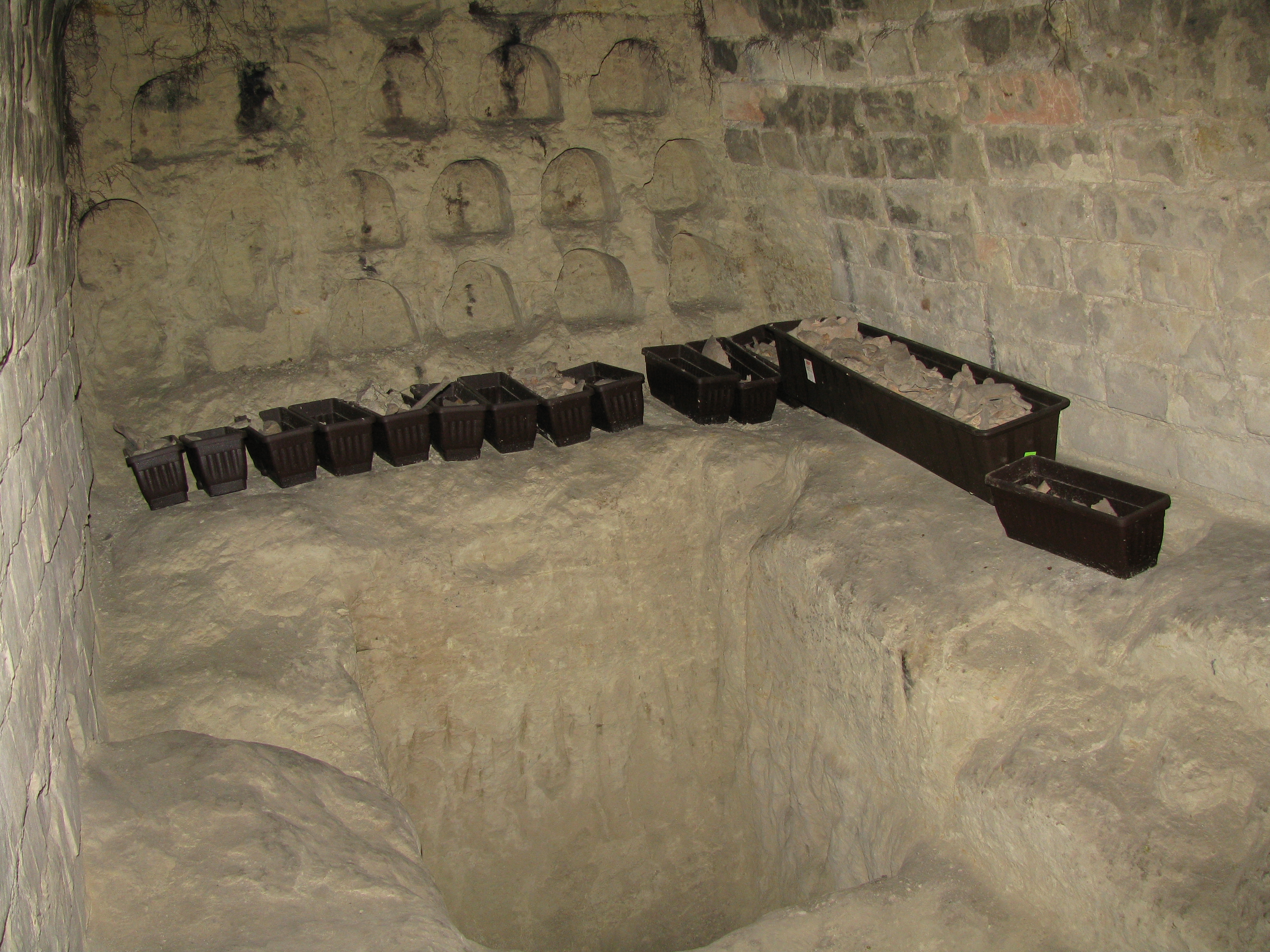
Феодосієви печери Гнилецького монастиря

Колись Церковщина перебувала на старій Обухівській дорозі і служила форпостом міста. Тут люди відчували себе вільно, розкуто, а за несення вартової служби на прикордонній смузі вони були позбавлені від сплати податків та інших повинностей. Звідси і друга назва місцевості — хутір Вільний. За часів Київської Русі на Церковщині був споруджений Гнилецький монастир, що згодом став  Пречистенським.

## Сучасний стан
Збереглися печери монастиря, пов'язані з XI—XII століттями. Комплекс підземель, у багатьох місцях обвалених, колись являв собою не менш грандіозний рукотворний витвір, ніж аналогічні об'єкти Києво-Печерської лаври.
Наразі тут діє Лікарня відновного лікування Міністерства внутрішніх справ України.

## Відеоматеріали
- Відеоматеріал YouTub про Церковщину

| Київ | Це незавершена стаття про Київ. Ви можете допомогти проєкту, виправивши або дописавши її. |